# Kopignaty
Kopignaty (ang. Bonekickers, 2008) – brytyjski serial przygodowy nadawany przez stację BBC One od 8 lipca do 12 sierpnia 2008 roku. W Polsce jest nadawany od 3 stycznia 2011 roku na kanale TVP1.

## Opis fabuły
Perypetie grupy archeologów pracujących na uniwersytecie w Bath. Badacze odkrywając tajemnice przeszłości, wplątują się we współczesne afery. Zespołem kieruje profesor Gillian Magwilde (Julie Graham). Jej antagonistą jest Daniel Mastiff (Michael Maloney).

## Obsada
- Julie Graham jako profesor Gillian Magwilde
- Michael Maloney jako Daniel Mastiff
- Adrian Lester jako doktor Ben Ergha
- Hugh Bonneville jako profesor Gregory "Dolly" Parton
- Gugu Mbatha-Raw jako Vivienne "Viv" Davis

## Spis odcinków
| Premiera odcinka | N/o | Polski tytuł        | Angielski tytuł            |
| ---------------- | --- | ------------------- | -------------------------- |
|                  |     |                     |                            |
| SERIA PIERWSZA   |     |                     |                            |
|                  |     |                     |                            |
| 03.01.2011       | 01  | Armia Boga          | Army of God                |
|                  |     |                     |                            |
| 03.01.2011       | 02  | Wojownicy           | Warriors                   |
|                  |     |                     |                            |
| 10.01.2011       | 03  | Wieczny ogień       | The Eternal Fire           |
|                  |     |                     |                            |
| 10.01.2011       | 04  | Kolebka cywilizacji | The Cradle of Civilisation |
|                  |     |                     |                            |
| 17.01.2011       | 05  | Wojenne fronty      | The Lines of War           |
|                  |     |                     |                            |
| 17.01.2011       | 06  | Podążaj za blaskiem | Follow the Gream           |
|                  |     |                     |                            |